# Sea Otter Classic
El Sea Otter Classic és un festival de ciclisme que es disputa cada primavera a Monterey a Califòrnia. S'organitzen diferents proves de diferents disciplines del ciclisme en carretera i del ciclisme de muntanya. Està obert a amateurs i professionals i s'hi reuneixen milers de participants.
La cursa de ruta forma part del calendari de curses americà. Fins a l'any 2005, era una cursa per etapes, i del 2006 al 2008 es va convertir en una cursa en línia. El 2009 i 2010, es van disputar tres proves: un critèrium, una cursa de carretera i una cursa per circuit. El 2011, s'hi afeixi una contrarellotge, i es creà una classificació general. A partir del 2014 es tornà a les classificacions separades.

## Palmarès en ruta masculí
| Any  | Vencedor                                                                                                | Segon                                                | Tercer                                        |
| ---- | --- | ---------------------------------------------------- | --------------------------------------------- |
| 1998 | Trent Klasna                                                                                            | Gordon Fraser                                        | Thurlow Rogers                                |
| 1999 | Frank McCormack                                                                                         | Gordon Fraser                                        | Levi Leipheimer                               |
| 2000 | Jamie Drew                                                                                              | Scott Moninger                                       | Harm Jansen                                   |
| 2001 | Trent Klasna                                                                                            | Eddy Gragus                                          | Vladimir Miholjevic                           |
| 2002 | Chris Horner                                                                                            |                                                      |                                               |
| 2003 | Nathan O'Neill                                                                                          | Tom Danielson                                        | Chris Horner                                  |
| 2004 | Chris Horner                                                                                            | Michael Jones                                        | Charles Dionne                                |
| 2005 | Doug Ollerenshaw                                                                                        | Gordon Fraser                                        | Roman Kilun                                   |
| 2006 | Matthew Rice                                                                                            | Karl Menzies                                         | Caleb Manion                                  |
| 2007 | Cursa en circuit: Daniel Ramsey · Cursa en carretera: Andrew Bajadali                                   | Brian Jensen · Mark Walters                          | Frank Pipp · Jesse Moore                      |
| 2008 | Cursa en circuit: Michael Grabinger                                                                     | Brian Jensen                                         | David Clinger                                 |
| 2009 | Critèrium: Morgan Schmitt · Cursa en carretera: Levi Leipheimer · Cursa en circuit: Andy Jacques-Maynes |                                                      |                                               |
| 2010 | Critèrium : Jeremy Vennell · Cursa en carretera : Paul Mach · Cursa en circuit: Paul Mach               | Andy Jacques-Maynes · Rob Britton · Jared Barilleaux | Paul Mach · Ben Jacques-Maynes · Evan Huffman |
| 2011 | Francisco Mancebo                                                                                       | Andrés Diaz Corrales                                 | Andy Jacques-Maynes                           |
| 2012 | Andy Jacques-Maynes                                                                                     | Morgan Schmitt                                       | Matt Cooke                                    |
| 2013 | Kirk Carlsen                                                                                            | Justin Rossi                                         | Morgan Schmitt                                |
| 2014 | Critèrium : Rémi Pelletier-Roy · Cursa en circuit : Tyler Magner · Cursa en carretera: Joe Schmalz      | Sam Bassetti · Jacob Keough · Garrett McLeod         | Jesse Anthony · Luke Ockerby · Adrien Costa   |
| 2015 | Critèrium : Jason Lowndes · Cursa en circuit : Daniel Holloway · Cursa en carretera: Luis Lemus         | Fabrizio Von Nacher · Adam De Vos · Ulises Castillo  | Alex Darville · Luis Lemus · Matt Rodrigues   |
| 2016 | Critèrium : Ulises Castillo · Cursa en circuit : Peter Disera · Cursa en carretera: Ulises Castillo     | Danick Vandale · Connor McCutcheon · Griffin Easter  | Edwin Ávila · Michael Sheehan · Eder Freyre   |
| 2017 | Critèrium : Eamon Franck · Cursa en carretera: Andrew Talansky                                          | Samuel Bassetti · Edwin Ávila                        | Edwin Ávila · Griffin Easter                  |

## Palmarès en ruta femení
| Any  | Vencedora                                                                                                  | Segona                                             | Tercera                                                 |
| ---- | --- | -------------------------------------------------- | ------------------------------------------------------- |
| 1998 | Clara Hughes                                                                                               | Karen Kurreck                                      | Marie Höljer                                            |
| 1999 | Anna Wilson                                                                                                | Lynne Bessette                                     | Emily Robbins                                           |
| 2000 | Petra Rossner                                                                                              | Mari Holden                                        | Elizabeth Emery                                         |
| 2001 | Anna Wilson                                                                                                | Kimberley Bruckner                                 | Kimberley Anderson                                      |
| 2002 | Lynne Bessette                                                                                             | Kimberley Bruckner                                 | Susan Palmer-Komar                                      |
| 2003 | Geneviève Jeanson                                                                                          | Lynne Bessett                                      | Manon Jutras                                            |
| 2004 | Lynne Bessette                                                                                             | Kristin Armstrong                                  | Christine Thorburn                                      |
| 2005 | Kristin Armstrong                                                                                          | Tina Pic                                           | Christine Thorburn                                      |
| 2006 | Tina Pic                                                                                                   | Lauren Tamayo                                      | Dorothy Bausch                                          |
| 2007 | Cursa en circuit : Shelley Olds · Cursa en carretera : Jane Despas                                         | Anne Samplonius · Maria Monica                     | Beverly Harper · Jen Halladay                           |
| 2008 | Cursa en circuit : Tiffany Cromwell                                                                        | Shelley Olds                                       | Rachel Heal                                             |
| 2009 | Critèrium : Kelly Benjamin · Cursa en carretera : Tiffany Cromwell · Cursa en circuit : Joanne Kiesanowski |                                                    |                                                         |
| 2010 | Critèrium : Amanda Miller · Cursa en carretera : Carmen Small · Cursa en circuit: Alison Powers            | Meredith Miller · Dotsie Bausch · Katharine Caroll | Modesta Vžesniauskaitė · Rebecca Much · Katheryn Mattis |
| 2011 | Kristin Armstrong                                                                                          | Jade Wilcoxson                                     | Flavia Oliveira                                         |
| 2012 | Alison Powers                                                                                              | Olivia Dillon                                      | Jessica Cutler                                          |
| 2013 | Jacquelyn Crowell                                                                                          | Flavia Oliveira                                    | Jade Wilcoxson                                          |
| 2014 | Critèrium : Kendall Ryan · Cursa en circuit : Leah Kirchmann · Cursa en carretera : Alison Tetrick         | Kendall Ryan · Denise Ramdsen · Lex Albrecht       | Lex Albrecht · Joelle Numainville · Amy Charity         |
| 2015 | Critèrium : Sara Bergen · Cursa en circuit : Amber Gaffney · Cursa en carretera : Denise Ramsden           | Maddy Boutet · Leah Guloien · Alison Jackson       | Ana Teresa Casas · Jill McLaughlin · Jill McLaughlin    |
| 2016 | Critèrium : Cassandra Maximenko · Cursa en circuit : Cassandra Maximenko                                   | Vanessa Drigo · Jennifer Tetrick                   | Anne-Marije Rook · Kathleen Giles                       |
| 2017 | Critèrium : Clare Sayle · Cursa en circuit : Cassandra Maximenko · Cursa en carretera : Kathleen Giles     | Hanna Muegge · Hanna Muegge · Georgia Catterick    | Georgia Catterick · Nicole Pressprich · Ginger Snell    |